# فلاديمير مارغاريان
فلاديمير مارغاريان (مواليد 8 مارس 1991) هو ملاكم أرميني، مثّل بلاده في الألعاب الأولمبية الصيفية 2016.

## روابط خارجية
فلاديمير مارغاريان على موقع بوكس ريك (الإنجليزية) (registration required)
- فلاديمير مارغاريان على موقع اللجنة الأولمبية الدولية (الإنجليزية)
- فلاديمير مارغاريان على موقع أوليمبيديا (الإنجليزية)